# Thực vật chóng tàn

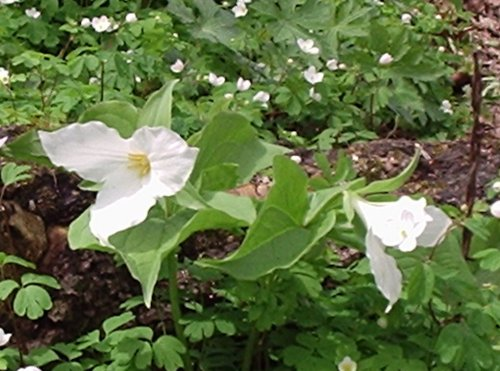
Trillium grandiflorum ở trước và thalictroides nhỏ hơn ở hậu cảnh đều là cây chóng tàn mùa xuân của rừng rụng lá Bắc Mỹ

Thực vật chóng tàn là thực vật có vòng đời ngắn, thường là loài cây có một hoặc nhiều thế hệ mỗi năm, chỉ phát triển trong thời kỳ thuận lợi, còn ở thời kỳ bất lợi thì tồn tại ở dạng hạt hoặc trạng thái tiềm sinh. Thực vật chóng tàn cũng thường được gọi là thực vật phù du (ephemeral plant).

## Tổng quan

### Đặc điểm cơ bản
- Tuổi sinh lí (tuổi thọ) ngắn: chỉ kéo dài vài ba tuần hoặc nhiều nhất là vài ba tháng, sau đó để lại hạt rồi chết, hoặc tiềm sinh (sống chờ) dưới dạng cơ quan sinh dưỡng nào đó (thường là rễ nầm).
- Sinh trưởng và phát triển cũng như sinh sản của chúng chỉ diễn ra trong điều kiện thuận lợi đối với chúng.
- Thuộc nhóm cây thân thảo, một năm.

### Ví dụ
- Cây thân thảo một năm như cỏ Senecio vulgaris.
- Phổ biến nhất là cây sinh sống trên sa mạc, thích nghi cao độ với điều kiện khác nghiệt ở đó: hạt của chúng "ngủ"  trong nhiều tháng hoặc nhiều năm, nhưng sẽ nhanh chóng nảy mầm, sinh trưởng, phát triển và ra hoa khi có đủ lượng nước do mưa trên sa mạc cung cấp. Do đó, lượng nước mưa và tần suất mưa trong năm quyết định hoàn toàn tần suất xuất hiện và thời gian tồn tại của chúng. Chúng thường có kích thước nhỏ, tuy có vẻ không đáng kể, nhưng lại là một thành phần sinh thái rất quan trọng, vì là nguồn thức ăn của các động vật ở môi trường khắc nghiệt này (cũng thuộc nhóm Ephemerality - động vật "phù du"), như cóc Scaphiopus Multiplicatus.[2]

## Các loại
Từ "chóng tàn" có nghĩa là tạm thời hoặc nhanh chóng kết thúc vòng đời. Liên quan đến thực vật, nó đề cập đến một số quá trình tăng trưởng khác biệt. Đầu tiên, chóng tàn mùa xuân, đề cập đến những cây lâu năm xuất hiện nhanh chóng vào mùa xuân và chết trở lại hòa vào các phần dưới lòng đất của chúng sau một giai đoạn sinh trưởng và sinh sản ngắn. Cây chóng tàn sa mạc là thực vật thích nghi để tận dụng thời kỳ ẩm ướt ngắn ở vùng khí hậu khô cằn. Cây chóng tàn bùn phẳng tận dụng thời gian ngắn của thời điểm nước thấp. Trong các khu vực có sự xáo trộn do tác động của con người lặp đi lặp lại, chẳng hạn như cày, Cây chóng tàn cỏ dại là những loài thực vật rất ngắn mà toàn bộ vòng đời mất ít hơn một mùa sinh trưởng. Trong mỗi trường hợp, loài có chu kỳ sống được khai thác trong một khoảng thời gian ngắn khi tài nguyên có sẵn miễn phí.

## Cây chóng tàn mùa xuân
Cây chóng tàn mùa xuân mô tả thói quen sống của hoa dại rừng lâu năm phát triển các bộ phận trên không (ví dụ như thân, lá và hoa) của cây vào đầu mùa xuân và sau đó nhanh chóng nở hoa và tạo hạt. Các lá thường khô héo chỉ để lại các cấu trúc dưới lòng đất (ví dụ như rễ, thân rễ và củ) trong phần còn lại của năm. Chiến lược này rất phổ biến trong các cộng đồng thân thảo của rừng rụng lá vì nó cho phép các loài cây thân thảo nhỏ tận dụng mức độ ánh sáng mặt trời cao đến tầng rừng trước khi hình thành tán cây bằng cây gỗ. Ví dụ bao gồm: claytonia, cỏ duyên linh và erigenia buldosa.

## Cây chóng tàn sa mạc

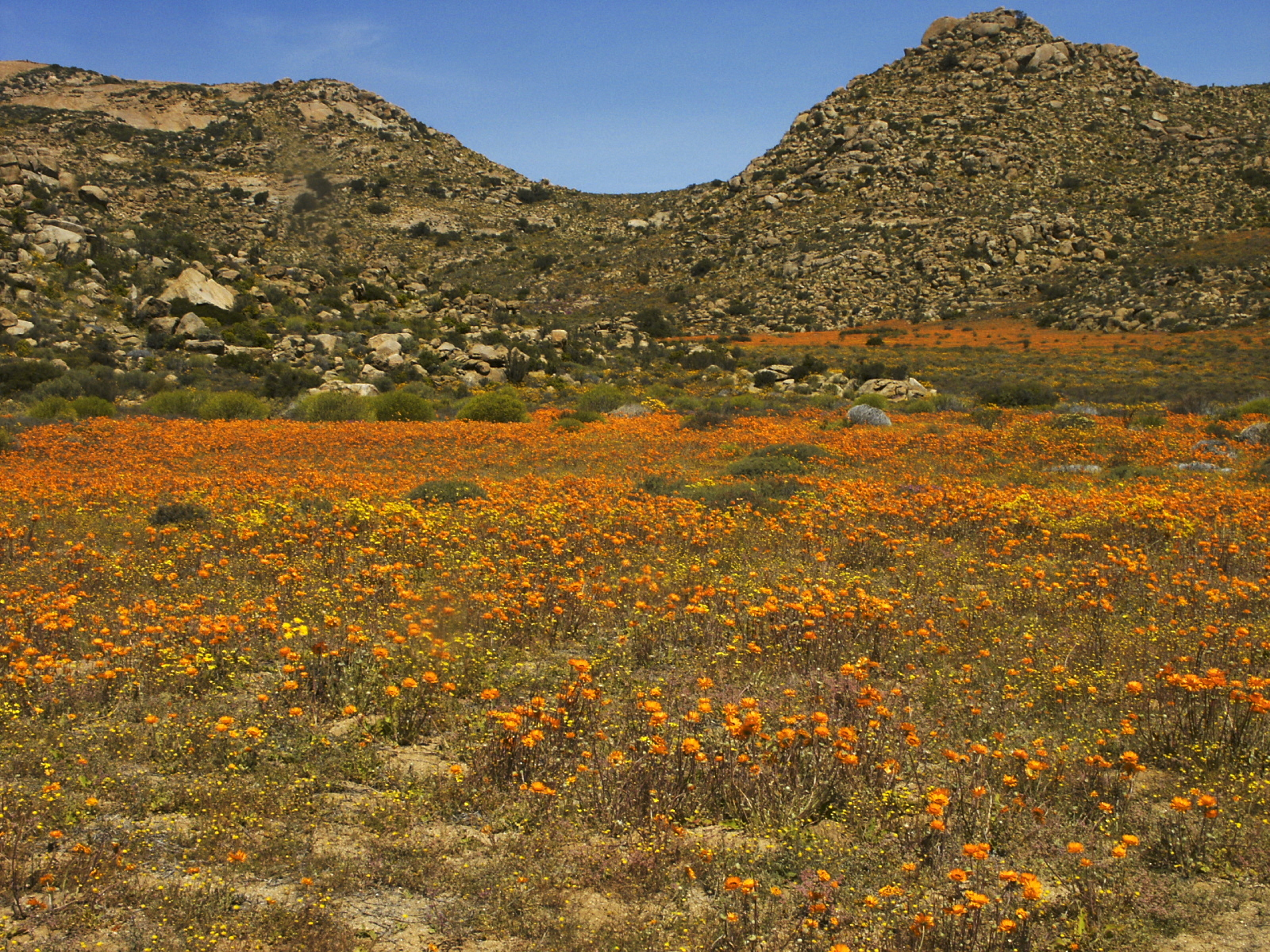
Sa mạc ở Namaqualand, Khu bảo tồn thiên nhiên Goegap ở Nam Phi có sự phát triển của hoa và cây chóng tàn sa mạc trong mùa xuân ngắn ngủi

Cây chóng tàn sa mạc, chẳng hạn như Arabidopsis thaliana, là những loài thực vật thích nghi để tận dụng thời điểm thuận lợi rất ngắn trong sa mạc. Là cây hàng năm sống trong sa mạc, chúng có thể sử dụng chiến lược chóng tàn để tồn tại trong môi trường sa mạc. Những loài này sống sót qua mùa khô thông qua hạt giống ngủ đông. Ngoài ra, một số thực vật sa mạc lâu năm có thể chết trở lại khi các phần ngầm của chúng trở nên im lìm khi không có đủ nước.

## Cây chóng tàn bùn phẳng
Hầu hết các vùng nước có sự thay đổi tự nhiên về mực nước trong một năm. Ví dụ, các con sông có thời gian nước cao hơn sau khi tuyết tan hoặc mùa mưa, tiếp theo là thời kỳ nước thấp tự nhiên. Các hồ lớn có sự thay đổi theo mùa tương tự, nhưng cũng thay đổi trong khoảng thời gian dài hơn. Nhiều loài thực vật có thời gian sống ngắn, đặc biệt là cây hàng năm, phát triển trong thời kỳ nước thấp, sau đó hạt giống vẫn bị chôn vùi trong bùn cho đến thời kỳ nước thấp tiếp theo để nảy mầm.

## Cây chóng tàn cỏ dại
Nhiều loại cỏ dại nông nghiệp là Cây chóng tàn và sinh sản nhanh chóng sau khi con người cày xới. Cỏ dại ven đường tương tự như thế, chúng theo sau sự xáo trộn từ xây dựng đường và cắt cỏ. Những cây này hiếm khi có bất kỳ mục đích thương mại nào, và có thể là cỏ dại xâm lấn. Ví dụ bao gồm: Cardamine hirsuta và Cannabis ruderalis. Các cây cỏ có tuổi thọ ngắn, tốc độ tăng trưởng nhanh và sản xuất hạt giống cao cũng được gọi là mọc nơi đổ nát.